# 바람을 모아서
《바람을 모아서》(風をあつめて 가제오 아쓰메테[*])는 일본의 밴드인 Aqua Timez의 데뷔 음반이다. 2006년 12월 16일에 발매됐다.
수록곡인 〈결의의 아침에〉는 애니메이션 영화 《브레이브 스토리》의 주제가로 사용됐으며, 이 영화의 한국 개봉일인 2008년 3월 20일에 맞춰 같은 해 3월 13일에 음반이 한국에 발매됐다.

## 수록곡
1. 1mm
2. 호시노 미에나이 요루 (星の見えない夜 별이 보이지 않는 밤[*])
3. No Rain, No Rainbow
4. 게쓰이노 아사니 (決意の朝に 결의의 아침에[*])
영화 《브레이브 스토리》주제가이다.
5. 하치미츠 (ハチミツ ～Daddy,Daddy～ 꿀[*])
6. 센노 요루오 고에테 (千の夜をこえて 천 번의 밤을 넘어서[*])
7. Green-Bird
8. 아유미 (步み 발걸음[*])
9. 마스터 마인드 (マスタ-マインド)
10. 화이트 홀 (ホワイトホ-ル)
11. 프레젠트 (プレゼント)
12. Perfect World
13. 이쓰모 잇쇼 (いつもいっしょ 언제나 함께[*])
14. 시로이 모리 (白い森 하얀 숲[*])